# Serge Daniel
Pour les articles homonymes, voir Daniel.
Serge Daniel, né le 26 mai 1965, est un journaliste et écrivain franco-béninois.
Il est l'auteur de Les Routes clandestines. Il est correspondant de Radio France internationale et de l'Agence France-Presse au Mali.

## Biographie
Serge Daniel de son vrai nom "Gbogbohoundada" est né à Kandi dans le Nord du Bénin. Il obtient son baccalauréat en Guinée et entame des études de lettres en Côte d’Ivoire. Il obtient ensuite son diplôme à l’École supérieure de journalisme de Lille. Il travaille à Clermont-Ferrand, et retourne en Afrique en 1991 après avoir travaillé brièvement à Strasbourg.
Il commence sa carrière de correspondant RFI en Guinée, d’où il sera expulsé durant la révolte en 1996 pour son opposition au gouvernement.
Connaisseur des méandres de la rébellion ivoirienne, il est également un spécialiste de l'islamisme armé de la bande sahélo-saharienne.
Il est le prête-plume du plaidoyer pro domo de l'Ivoirien Guillaume Soro, Pourquoi je suis devenu un rebelle (2005).